# لی هونگ
لی هونگ (تولد: ۶۵۲ - مرگ: ۲۵ مه ۶۷۵) وی یکی از فرزندان بزرگتر امپراتور گائوزونگ از همسر دومش امپراتریس وو بود و با توطئه‌های هوشمندانه مادرش بعد از خلع و قتل غیرانسانی امپراتریس وانگ و بانو شیائو توسط امپراتریس وو و بعد از جایگزینی وو به عنوان همسر اصلی و امپراتریس امپراتور گائوزونگ به عنوان ولیعهد سلسله تانگ جانشین برادرش شد، وی با مرور زمان با مادر قدرتمند و بلندپرواز خود که پس از ژانویه سال ۶۶۵ در اوج اقتدار و تاثیرات خود در حکومت امپراتور گائوزونگ که بیمار شده بود قرار داشت به شدت مخالفت کرد، چنان‌که جزو رقیبان و مخالفان خونین مادر خود قرار گرفت و به همین خاطر در سال ۶۷۵ میلادی با دسیسه مادر خود از مقامش در حکمرانی پایتخت اول چانگان برکنار و بعد به پایتخت دوم لوئویانگ که امپراتریس وو و امپراتور گائوزونگ در آن جا قرار داشتن فراخوانده شد، بعد از مستقر شدن در لوئویانگ و توهین های مداوم به امپراتریس وو به طور ناگهانی در سن ۲۳ سالگی خیلی مرموز به وسیله مسمومیت به قتل رسید.
به اعتقاد تمام مورخان وی توسط مادر خود وو زتیان برای مخالفت نشدن با اقتدار و تاثیر فرماندهی که در حکومت امپراتور گائوزونگ داشت به قتل رسید. بعد از مرگ وی امپراتریس وو پسر دومش لی شیان را سریعاً به عنوان ولیعهد به عنوان شاهزاده ژانگ نصب کرد و همچنین بعد از مرگ لی هونگ امپراتور گائوزونگ بخاطر علاقه زیاد خود  نسبت به پسرش، وی را مفتخر به لقب امپراتور کرد که افتخار پس از مرگ وی شد.

## اوایل زندگی
مادر لی هونگ، بانو وو، صیغه امپراتور تایزونگ بود و پس از مرگ امپراتور تایزونگ در سال ۶۴۹ او، مانند همه صیغه های زنده مانده خود که فرزندی نداشتند، به معبد گانی (感 業 寺) فرستاده شد تا یک راهبه بودایی شود. با این حال، در سال ۶۵۰، هنگامی که پسر امپراتور تایزونگ و جانشین او امپراتور گائوزونگ برای ارائه بخور از معبد گانی بازدید کرد، او را دید و به یاد آورد که چگونه از زیبایی او تحت تأثیر قرار گرفته است و هر دو گریه کردند. امپراتریس وانگ، همسر امپراتور گائوزونگ، که بی فرزند بود و از طرف صیغه مورد علاقه شوهرش بانو شیائو، که پسری به دنیا آورده بود، احساس تهدید کرده بود، از اوضاع مطلع شد و تصمیم گرفت که از بانو وو به کاخ استقبال کند تا صیغه ای از امپراتور گائوزونگ است تا لطف خود را از بانو شیائو منحرف کند. بانو وو خیلی زود محبوب یگانه امپراتور گائوزونگ شد (به حدی که امپراتریس وانگ و بانو شیائو با تهدید جدی از سوی وی احساس کردند، و خیلی زود علیه او متحد شدند) و وی لی هونگ را در سال ۶۵۲ به دنیا آورد. لی هونگ پنجمین پسر امپراتور گائوزونگ و پسر اولش از بانو وو بود. در سال ۶۵۳،‌امپراتور گائوزونگ او را به شاهزاده دای تبدیل کردند.
در سال ۶۵۵، بانو وو به دروغ امپراتریس وانگ و مادرش بانو لیو را همراه بانو شیائو به استفاده از جادوگری و قتل دخترش متهم کرد و آنها را به جادوگری بر زده امپراتور نیز متهم کرد. امپراتور گائوزونگ هم امپراتریس وانگ و هم بانو شیائو را برکنار کرد و بانو وو را جایگزین امپراتریس وانگ کرد. ملکه وانگ و بانو شیائو خیلی زود به دستور امپراتریس وو خیلی بیرحمانه در زیر شکنجه ها با از دست دادن دست ها و پاهایشان و گذاشته شدن در کوزه های شراب برای مشت شدن استخوان هایشان اعدام شدند و بعد سرشان را زدن و بدنشان را سوزاندن. پیش از این، در سال ۶۵۲، بزرگترین پسر امپراطور گائوزونگ (توسط صیغه ام ارزش او بانو لیو)، لی ژونگ، قبلاً ولیعهد شده بود، اما ملکه وو متحد او ژو جینگزونگ بود که قدرتمند بود، دادخواست رسمی ارائه داد که اکنون که امپراتریس پسران خود را دارد، لی ژونگ باید کنار برود. امپراطور گائوزونگ موافقت کرد و در بهار ۶۵۶، امپراطور گائوزونگ لی ژونگ را به عنوان شاهزاده لیانگ تنزل داد و به جای آن لی هونگ را ولیعهد کرد.

## پرنس ولیعهد
با افزایش سن لی هونگ، شهرت او در مورد مطالعه و مهربانی افزایش یافت. او در یک مرحله، زو ژوان را تحت نظر گوا یو خواجه (郭 تحصیل کرده) مطالعه کرد، و هنگامی که آنها به سوابق مربوط به چگونگی کشتن پادشاه ما از چو پدرش پادشاه چینگ رسیدند، لی هونگ حتی در خواندن مضطرب شد در مورد این حادثه، و بعد از اینکه گوا به این نکته اشاره کرد که مطالعه تاریخ مهم است تا تاریخ تکرار نشود، او همچنان مضطرب بود و بنابراین گوا به او توصیه کرد که به جای آن کلاسیک آیین ها را مطالعه کند.
در سال ۶۶۱، به طور رسمی به درخواست لی هونگ به امپراتریس وو، او دستورات لی هونگ را اجرا کرد و ژو جینگزونگ، ژو یوشی، شانگوان یی و یانگ سیجیان (楊思儉) مجموعه ای از نوشته های بسیار زیبا را در یک اثر ۵۰۰ جلدی تحت عنوان یائوشان یوکای (瑤山 玉 彩 ، به معنای واقعی کلمه "رنگها") از یشم از کوه یائو ") و آن را به امپراتور گائوزونگ اهدا کرد. لی هونگ و همچنین آن مقامات با ابریشم پاداش دریافت کردند.
گفته می شود که تا سال ۶۶۴، امپراتور گائوزونگ نسبت به همسر دوم قدرتمندش، یعنی مادر لی هونگ، امپراتریس وو، عمیقاً ترسیده و کینه داشت، زیرا او هر روز بیش از حد در تصمیم گیری های وی دخالت می کرد و بسیاری از دستورات امپراتوری را خودسرانه بر خلاف میل وی انجام می داد و صادر می کرد. بعد از اینکه خواجه فوشنگ (王伏勝) به امپراتور گائوزونگ گزارش داد که امپراتریس وو برخلاف مقررات سختگیرانه راهب تائوئیست گوا شینژن (郭 行 真) را به طور رسمی به جادوگری درگیر کرده است، امپراطور گائوزونگ بیشتر عصبانی شد و او شانگوان را احضار کرد تا در مورد این کار مشورت کند. شانگوان پیشنهاد کرد: "امپراتریس هیچ کنترلی بر خودش ندارد و کل امپراتوری از او ناراضی هستند. لطفاً او را عزل کنید." امپراتور گائوزونگ موافقت کرد و شانگگوان پیش نویس قانونی را برای برکناری امپراتریس وو تنظیم کرد. با این حال، از آنجا که در میان همراهان امپراتور گائوزونگ، متحدان امپراتریس وو بودند، او این موضوع را فهمید و بلافاصله دستور مسدود کردن کاخ و پایتخت را داد و ورود و خروج از کاخ و همچنین از پایتخت ممنون شد، او بعد با سربازان به صورت استبدادی وارد قصر بزرگ شد و برای دفاع از خود در مقابل امپراتور گائوزونگ ظاهر شد. هنگامی که امپراتور گائوزونگ با پیش نویس فرمان در دست او دستگیر شد، امپراطور گائوزونگ ترسیده و شرمسار شد، و او با امپراتریس وو آشتی کرد. وی همچنین شانگوان را مقصر این ایده دانست تا نارضایتی ملکه وو را منحرف کند. همانطور که شانگوان در کارمندان اولین ولیعهد امپراتور گائوزونگ لی ژونگ خدمت کرده بود (که از ملکه وو متولد نشد بود و توسط لی هونگ پسر امپراتریس وو در سال ۶۵۶ در حالی که لی ژونگ شاهزاده چن بود توسط دسیسه های امپراتریس وو آواره و جایگزین شد، و بعداً هر دو شانگوان و وانگ در حالی که لی ژونگ ولیعهد بود، در کارمندان لی ژونگ خدمت می کردند. امپراتریس وو متحد خود را به نام ژو جینگزونگ متهم کرد که شانگوان یی، وانگ و لی ژونگ را به نقشه کشی امپراتور گائوزونگ متهم کرده است. در حدود سال جدید ۶۶۵، شانگوان و وانگ هر دو دستگیر شدند و همچنین شانگوان تینگجی پسر شانگوان (上官 killed) کشته شد. لی ژونگ پس از آن به درخواست فوری امپراتریس وو به امپراتور گائوزونگ مجبور به خودکشی شد. از آن به بعد، هر زمان که امپراتور گائوزونگ بر جلسات امپراتوری ریاست می کرد و تمام تصمیمات روزمره امپراتوری را می گرفت، ملکه وو پشت یک صفحه مروارید پشت سر او می نشست تا همه حرکات و گزارشات را بشنود و ببیند و در آن دخالت می کرد و قدرت واقعی دولت کاملاً و مستقیماً در جلسات امپراتوری مربوط به امپراتریس وو بود. به دستور امپراتریس وو دارایی های شانگوان توقیف شد و خانواده وی به عنوان خادم گرفته شدند. تعدادی از مقامات نزدیک به شانگوان، از جمله صدراعظم، لیو شیانگدائو، تنزل درجه پیدا کرد و همچنین بسیاری از مقامات به دروغ متهم شدند تا در این پاکسازی، قدرت امپراتریس را تثبیت کنند، در همین زمان با درخواست لی هونگ به پدرش امپراتور گائوزونگ برادرش لی ژونگ را با احترام به خاک سپرد.
در حدود سال جدید ۶۶۹، پس از آنكه نیروهای تانگ به فرماندهی لی جی در سال ۶۶۸ گوگوریو را فتح كردند، لی هونگ، با اشاره به خشن بودن فرمان قبلی امپراتور گائوزونگ مبنی بر اینكه سربازان وظیفه ای كه فرار می كردند را سر بریده و زنان و فرزندان آنها را مجبور به بندگی می كنند، دادخواست ارائه می دهند، که در آن او اشاره کرد که گاهی اوقات ادعاهای متروک در واقع بی گناه بودند - که ممکن است بیمار باشند، بدون اینکه کسی متوجه این موضوع شود توسط نیروهای گوگوریو اسیر شده، هنگام قایقرانی در راه جبهه گوگوریو غرق شود یا در پشت خطوط گوگوریو گیر کرده باشد. وی درخواست کرد که مجازات خانواده های متهم به صحرا برداشته شود و امپراتور گائوزونگ و امپراتریس وو موافقت کردند.
در سال ۶۷۱، به دلیل عدم اشتیاق ملکه وو نسبت به پایتخت چانگان (به دلیل رویاهای مکرر انتقام گرفتن از امپراتریس وانگ و بانو شیائو از او)، امپراتور گائوزونگ و امپراتریس وو چانگان را ترک کردند و در پایتخت شرقی لوئویانگ اقامت گرفتند، از آن نقطه به بعد به ندرت به چانگان بازگشتند. لی هونگ به فرمان امپراتریس وو مسئولیت چانگآن را بر عهده گرفت، اگرچه گفته می شد که او اغلب بیمار است و تصمیمات عمدتا توسط اعضای دای ژید، ژانگ ونگوان و شیائو دژائو گرفته می شد. با این حال، چندین عمل مهربانانه به لی هونگ نسبت داده شد. از همه قابل توجه تر، در هنگام قحطی بزرگ در گوانژونگ (منطقه پایتخت)، لی هونگ، متوجه شد که حتی نگهبانان خود نیز در حال خوردن بلوط و چوب درختان هستند، توزیع برنج از انبار امپراتوری و توزیع زمین های عمومی در استان تانگ (تقریباً وینان مدرن ، شانشی) به فقرا داده شد.

## مرگ و عواقب
با این حال، یکی از رفتارهای مهربانانه لی هونگ باعث بدتر شدن رابطه او با مادرش ملکه وو شد. دختران بانو شیائو، پرنسس ییانگ و گائوآن به دلیل مادرشان در داخل کاخ تحت بازداشت خانگی قرار گرفتند، به طوری که حتی اگر بالای ۳۰ سال داشتند هنوز ازدواج نکرده بودند. یک بار، وقتی لی هونگ به طور اتفاقی با آنها ملاقات کرد، آنها را ترحم کرد، و از امپراتور گائوزونگ خواست که اجازه آزادی و ازدواج به آنها دهد، و امپراطور گائوزونگ موافقت کرد. امپراتریس وو با عصبانیت بلافاصله آنها را با دو نگهبان کاخ به نامهای کوان یی (權 毅) و وانگ ژو (王 勗) ازدواج کرد و از لی هنگ بشدت ناراضی شد. یکی از اصلی ترین مشکلات لی هونگ با امپراتریس وو بر اثر اعمال اقتدار، تاثیرات و دخالت‌های هر روز مادرش در کل حاکمیت امپراتوری بود. با مرور امپراتریس وو مانند یک حاکم بیرحم رفتار می کرد، کسانی را که مخالفش بودند به میل خودش ترور یا اعدام می کرد و افراد مورد اعتماد خودش را جایگزین می کرد و سربازانش را به طور خودکامه در اطراف کاخ امپراتوری و بخصوص در کنار امپراتور نگه می داشت. امپراتریس وو آنقدر قدرتمند شد که لی هونگ و بعد از او، برادرش لی شیان، بشدت نگران اقتدار و تاثیرات روزافزون مادرشان شدند. روابط مادر و پسر به دلیل پیشنهادات مكرر لی هونگ به امپراتریس وو كه او اینقدر امور دولت را کنترل نکند، وخیم تر شد و از مادرش خواست كه كنترل دولت را به او بسپارد.
در مرحله بعد، به دستور امپراتریس وو لی هونگ دیگر فرماندهی چانگان را بر عهده نداشت و برای پیوستن به پدر و مادرش به لوئویانگ رفت. در آنجا، او با همسرش پرنسس پی، دختر ژنرال پی جهودا ازدواج کرد.
در همان سال، لی هونگ، هنگام بازدید از کاخ هبی (合璧 宮)، در نزدیکی لوئویانگ، به همراه پدر و مادرش، ناگهان درگذشت (هر چند بعد از مشاجره شدیدی که با مادرش کرد این اتفاق افتاد، او در سن ۲۳ سالگی در گذشت). اکثر مورخان سنتی معتقد بودند که ملکه وو او را مسموم کرد تا حد مرگ. امپراتور گائوزونگ از مرگ پسرش بسیار ناراحت شد و او در اقدامی بی سابقه، لی هونگ را به عنوان مقام امپراتور شیائوجینگ پس از مرگ افتخار کرد، و دستور داد که وی را به افتخار یک امپراتور با افتخارات دفن کنند. (با این حال، هنگامی که قرار بود مقبره ای امپراتوری برای لی هونگ ساخته شود، گفته شد که کارگران وظیفه آنقدر از کار ناراضی بودند که به راحتی مواد ساختمانی را انداختند و خالی از سکنه کردند.)
لی هونگ بی فرزند بود. برای مدتی ، برادرزاده او لی لانگجی (امپراتور بعدی شوان زونگ)، پسر برادرش لی دان (امپراتور بعدی رویزونگ)، پس از مرگ در خط او پذیرفته شد. در زمان سلطنت برادرش امپراتور ژونگ زونگ، او را در معبد امپراتوری (با نام معبد ییزونگ) می پرستیدند، و همسرش پرنسس پی بعد از مرگ به عنوان امپراتریس ای افتخار گرفت و در آنجا نیز عبادت می شد. با این حال، پس از مرگ و جانشینی امپراتور ژونگ زونگ توسط امپراتور رویزونگ، صدراعظم یائو یوانژی و سونگ جینگ اظهار داشتند که لی هونگ که در واقع تاج و تخت را به دست نیاورد، نامناسب است که توسط امپراتورها مورد پرستش قرار گیرد، و بنابراین وی جداگانه به وی داده شد معبد در لوئویانگ و برای مدتی با نام معبد ییزونگ نامیده نمی شود، هر چند بعد از حذف سونگ و یائو توسط پرنسس تایپینگ خواهر کوچک لی هونگ و امپراتور رویزونگ بعد از جنگ قدرت با لی لانگجی، پرنسس تایپینگ دوباره پیشنهاد کرد که عنوان امپراتوری ییزونگ به لی هونگ برگردد که پذیرفته شد.